# 一瀬邦夫
一瀬 邦夫（いちのせ くにお、1942年10月2日 - ）は日本の実業家、料理人。株式会社ペッパーフードサービスの創業者で元代表取締役社長。

## 経歴
静岡県静岡市生まれ。物心つく前に東京へ引っ越すが、幼少期から富士宮市に疎開。4歳の時に東京に戻り、江戸川区小岩の一軒家で母親と2人暮らしを始めた。母は昼夜働きながら小唄や三味線を修行し、後に教室を開いた。後に墨田区へ移住し、日出学園高等学校 卒業後、母親の紹介で洋食屋のキッチンナポリに就職。母からは「邦夫、コックになるんだったら、日本で五本指に入れるようなコックになるんだよ」と送り出された。
さらなる修業の場を求めてキッチンナポリは半年で退職するが、真面目で物覚えが良かったため関係者からは退職する際に引き止められたという。その後、上野の聚楽台に入社するも10か月で退職し、赤坂にあった旧山王ホテルに就職。9年間コックとして修行を積んだ後、「いつまでも人に使われては埒が明かない」という母からの勧めや、店舗面積6坪の物件を見つけた母の後押しもあって、1970年には独立し「キッチンくに」を開業。1979年には自宅兼店舗の4階建ての自社ビルを構えるほどに成長し、屋号も「ステーキくに」と改めた。
そのような折、外食コンサルタントからの営業のはがきが届き、興味があってその社長と面談したところ3店舗の飲食店経営を打診され、2年後には都内で「ステーキくに」の店舗を両国、吾妻橋、小岩に1店ずつ出店した。これが1985年に設立した「有限会社くに」の元であり、コンサルに勧誘される前から元々持っていた店舗を含めると合計で4店舗の直営店を経営していた。しかし、一気に出店したため従業員とともに借金も増え、従業員が逃げ出すのが怖くて叱ることができなくなり、意見すら言えなくなった。一時期は社内の宴会で部下から話しかけられるのも嫌がるほど心を閉ざしていたという。その後も経営は傾き、48歳で死去した1歳年下の妻の死亡保険まで使い果たしたが、覚悟を決めて給与削減などの策を断行し、何とか会社を再建した。
1994年、低価格ステーキハウス「ペッパーランチ」の展開を開始。この「ペッパーランチ」の「蓄熱性の高い特殊な鉄皿に注目し、その鉄皿を電磁調理器を使って260度まで加熱して肉をのせて提供する」というアイデアは、コックをすぐには育てられない中で考案したもので、生前の妻がステーキの端肉とご飯を鉄皿で焼き、ステーキソースで味付けしたものをまかないとして食べていたことからヒントを得ていた。1991年に政府が牛肉の輸入を自由化したのも追い風となった。1995年に「株式会社ペッパーフードサービス」に改称。2006年、当時史上最年長の64歳にして東証マザーズへの株式上場を果たした。
しかし2007年、「ペッパーランチ」心斎橋店の店長とその同僚2人による強盗強姦事件が発生し、2009年には佐波川SA上り線店での食中毒事件が発生するなど、資金繰りが悪化して倒産の危機に立たされる。決算報告書に「会社継続に疑義あり」との注記がつけられ、銀行は融資を断り、一時期は現金取引にも困るようになった。それでもある取引先が材料を掛け売りで納品してくれるなど、周囲の助けもあって2012年12月期には黒字化を達成している。
2013年、立食形式の低価格ステーキハウス「いきなり!ステーキ」の展開を開始。この「いきなり!ステーキ」は、2010年に「ペッパーランチ」が販売した300グラムのステーキにライスが付いて1,000円という、当時としては破格の安さで大ヒットした商品「ワイルドステーキ」を発展させたものであった
2022年2月にはYouTubeチャンネル「一瀬邦夫チャンネル」を開設した。
2022年8月12日、近年の業績不振を明確にするという理由で代表取締役社長CEOならびに取締役を辞任。邦夫の長男で副社長の健作が後任の社長に昇格した。2023年11月、両国に「和牛ステーキ和邦」をオープン、一瀬自身も厨房に立つ。
2024年1月末に公開された『デイリー新潮』のインタビューでは、アメリカでの出店について「急に店が増え過ぎて、管理者も不在だった。僕のミスリードだったわけです」と語っており、国内でのかつての過剰な拡大路線についても「出し過ぎちゃったんですね。こういうバカなことをやって大変なことになってしまった」と後悔を滲ませている。

## 出演

### テレビ番組
- 日経スペシャル カンブリア宮殿 レジェンドVS外食猛者90分SP ～絶品店で苦境の外食を変えろ！～（2020年3月12日、テレビ東京）[18]

### ゲーム
- JUDGE EYES:死神の遺言（2018年） - 本人役

## 出版

### 著書
- ペッパーランチ物語（2001年9月15日、文芸社）ISBN 9784835523774
- 正笑 ペッパーランチの経営学（2006年11月30日、エフビー）ISBN 9784903458007
- いきなり！ステーキ―常識を突き破る、不滅の経営（2015年3月1日、商業界）ISBN 9784785504854
- 一瀬邦夫 81歳の男の子！（2024年3月4日、英智舎/星雲社）ISBN 9784434335501

### 関連書籍
- 「肉ひと筋」で、勝つ。 『いきなり！ステーキ』と一瀬邦夫（著者:尾崎弘之）（2016年8月1日、集英社）ISBN 9784087860702